# Thal-Drulingen
Thal-Drulingen ist eine französische Gemeinde mit 187 Einwohnern (Stand 1. Januar 2021) im Kanton Ingwiller im Département Bas-Rhin in der Region Grand Est (bis 2015 Elsass). Sie liegt im „Krummen Elsass“ (franz. l’Alsace bossue).

## Geschichte
Von 1871 bis zum Ende des Ersten Weltkrieges gehörte Thal-Drulingen (damals Thal bei Drulingen) als Teil des Reichslandes Elsaß-Lothringen zum Deutschen Reich und war dem Kreis Zabern im Bezirk Unterelsaß zugeordnet.

### Bevölkerungsentwicklung
| Jahr      | 1910 | 1962 | 1968 | 1975 | 1982 | 1990 | 1999 | 2007 | 2017 |
| Einwohner | 371  | 215  | 240  | 206  | 205  | 201  | 186  | 169  | 184  |